# Les Stupides
Pour plus de détails, voir Fiche technique et Distribution.
Les Stupides (The Stupids) est un film britannico-américain réalisé par John Landis et sorti en 1996. Il s'agit d'une adaptation de la série de livres pour enfants du même nom écrite par Harry Allard, illustrée par James Marshall et publiée dès 1974.

## Synopsis
Stanley et Joan Stupid sont convaincus qu'ils sont victimes d'une conspiration et pensent que quelqu'un fouille le contenu de leur poubelle. Les Stupid, qui portent désespérément bien leur nom, vont malencontreusement mettre au jour une vente illégales d'armes.

## Fiche technique
Sauf indication contraire, les informations mentionnées dans cette section peuvent être confirmées par la base de données cinématographiques IMDb,  présente dans la section « Liens externes ».
- Titre original : The Stupids
- Titre français : Les Stupides
- Réalisation : John Landis
- Scénario : Brent Forrester, d'après la série de livres The Stupids de Harry Allard et James Marshall
- Direction artistique : Rocco Matteo
- Décors : Phil Dagort
- Costumes : Deborah Nadoolman
- Photographie : Manfred Guthe
- Montage : Dale Beldin
- Musique : Christopher L. Stone
- Production : Leslie Belzberg
- Sociétés de production : Imagine Entertainment, Savoy Pictures et The Rank Organisation
- Sociétés de distribution : New Line Cinema (États-Unis), Alliance (Canada)
- Budget : 25 millions de dollars
- Pays d'origine :  États-Unis,  Royaume-Uni
- Langues originales : anglais, français
- Format : couleur (Technicolor) - 1.85:1 - 35 mm - son SDDS / Dolby Digital
- Genre : comédie
- Durée : 94 minutes
- Dates de sortie[1] :
  - Royaume-Uni : 9 août 1996
  - États-Unis : 30 août 1996
  - France : non sorti

## Distribution
- Tom Arnold : Stanley Stupid
- Jessica Lundy : Joan Stupid
- Bug Hall : Buster Stupid
- Alex McKenna : Petunia Stupid
- Mark Metcalf : le colonel Neidermeyer
- Matt Keeslar : le lieutenant Neal
- Max Landis : le graffeur
- Gurinder Chadha : un reporter
- Mick Garris : un reporter
- Jeremy Ratchford : un soldat
- Harvey Atkin : le charcutier
- David Cronenberg : le superviseur postal
- Costa-Gavras : la personne à la station-service
- Robert Wise : le voisin de Stanley
- Christopher Lee : Evil Sender
- Frankie Faison : The Lloyd
- Atom Egoyan : un garde de studio de la télé
- Jenny McCarthy : l'actrice
- Norman Jewison : le réalisateur à la télé
- Gillo Pontecorvo
- Kevin Conway
- Michael Bell : Xylophone & Kitty (voix)

## Production
Tim Allen ou encore Jack Nicholson ont été envisagés pour le rôle de Stanley Stupid.
Mark Metcalf reprend ici le rôle de Neidermeyer, qu'il tenait dans un précédent film de John Landis, American College (1978).
Comme dans certains de ses films (notamment son précédent Le Flic de Beverly Hills 3), John Landis offre des seconds rôles et caméos à d'autres réalisateurs comme ici David Cronenberg, Gurinder Chadha, Mick Garris, Gillo Pontecorvo, Costa-Gavras, Robert Wise, Atom Egoyan ou encore Norman Jewison.
Le tournage a lieu d'octobre 1995 à janvier 1996. Il se déroule en Ontario, notamment à Toronto.